# لسنا أرقاما
نحن لسنا أرقامًا (بالإنجليزية: We Are Not Numbers)‏ هو مشروع أنشأه المرصد الأورومتوسطي لحقوق الإنسان عام 2015 ليكون منصة لتشجيع الإبداع والكتابة بين الشباب في غزة من خلال جعلهم يشاركون قصصهم وتجاربهم باللغة الإنجليزية، وإيصال جانب من حياة الشهداء المفعمة بالمشاعر، لدفع الرأي العام العالمي للضغط على صناع القرار من أجل تكوين سياسات أكثر دعمًا للقضية الفلسطينية.

## بداياته
بدأت الفكرة عندما فقد أحمد الناعوق أخيه أيمن خلال الهجوم الإسرائيلي على قطاع غزة عام 2014 فأصابه اليأس والاكتئاب إلى أن نصحته صديقته الأميركية بالكتابة عن أخيه فأسس هو وبام بيلي والدكتور رفعت العرعير مشروع الكتابة باللغة الإنجليزية لتصل قصص أهل غزة وحياتهم لكل العالم. فتبنى المرصد الأورومتوسطي لحقوق الإنسان ومقره جنيف المشروع ووفر لكل مشارك برنامج تدريبي لمد ستة أشهر مع مرشدين وكُتاب أجانب وعرب ذو خبرة. بدأ البرنامج بتدريب 40 شاباً من غزة ليصل لأكثر من 300 مشارك. وساهم في التدريب مدربين أمثال: سوزان أبو الهوى، أليس روتشيلد، ميكو بيليد، وجين مارلو، وعلي أبو نعمة.
وفي عام 2019 تم نشر مجموعة من أعمال المشروع باللغة الألمانية تحت عنوان كتاب "نحن لسنا أرقامًا: أصوات شابة من غزة". وفي العام 2020 أُطلق موقع إلكتروني باللغة العبرية بعنوان "We Beyond the Fence" لإيصال مقالات وقصص عن الحياة في غزة للإسرائيليين.
وفي العام 2021 ازداد عدد الكُتاب عن 300 كاتب فلسطيني شاب، وبدأوا في تقديم جولات إفتراضية عبر الإنترنت لمدن غزة، وفي عام 2023 أعلن المشروع عن أسماء المقبولين في الدفعة السابعة منه. وحظي المشروع باهتمام القراء ووسائل الإعلام الدولية، مما أدى إلى إيصال أصوات وتجارب شباب غزة خارج حدودهم التي يستمدونها من دعاة اللاعنف مثل نيلسون مانديلا ومارتن لوثر كينغ ومهاتما غاندي.
وقد تم عرض المقالات والقصص ومحتوى وسائل التواصل الاجتماعي التي تم إنتاجها من البرنامج من قبل وسائل إعلام مختلفة منها (هافينغتون بوست، والعربي الجديد، وفلسطين كرونيكل، ومجلة 972+).

## موقف إسرائيل
في أغسطس 2016 مُنعت بام بيلي مديرة المشروع من دخول إسرائيل بالرغم من حصولها على تصريح لدخول غزة بسبب عملها غير القانوني حسب رأيهم في مشروع لسنا أرقام، وأشار أحد المحامين إلى أنه أُضيف إلى القائمة السوداء للمنظمات غير الحكومية الفلسطينية والدولية العاملة في مجال الدفاع عن حقوق الإنسان، كما ذكر تقرير نيويورك تايمز أن بعض مؤيدي تل أبيب وصفوه بأنه منظمة معادية لإسرائيل.